# Andrew Daddo
Andrew Dugald Daddo es un presentador, autor y actor australiano conocido por sus participaciones como presentador en la televisión.

## Biografía
Es hijo de Peter Daddo, un importador de bisutería y de Bronwen Daddo, una naturópata.
Su hermano mayor es el actor Cameron Daddo, su hermano menor el actor Lochie Daddo, su gemélo idéntico el artista Jamie Beilby Daddo y su hermana mayor Belinda Daddo. Jamie sufrió un accidente en 1995 luego de ser golpeado por un auto lo que lo dejó en coma por varios meses sin embargo se recuperó y se maneja en silla de ruedas.
Andrew está casado con Jacquiline "Jacqui" Daddo la pareja tiene dos hijos Felix, Jasper y una hija Anouk Bibi Daddo.

## Carrera
Andrew ha escrito varios libros entre ellos "Flushed", "Good Night Me", "Youse Two", "It's All Good", "Muffin Top", "Sprung Again", "You're Dropped", "Dacked", entre otros...
En 1993 interpretó a Ghost Matthew en la serie Round the Twist'.
En el 2003 obtuvo un pequeño papel en la película Ned donde interpretó a un médico.
En el 2005 apareció en un comercial para "Neurofen For Children".
En el 2009 se convirtió junto a Katrina Blowers y Mark Ferguson en los presentadores del programa This Afternoon, sin embargo la cadena Nine lo canceló ese mismo año.
En el 2011 se convirtió en el presentador del programa The One: The Search for Australia's Most Gifted Psychic.

## Filmografía
- Película.:

| Año  | Título                | Personaje | Notas |
| ---- | --------------------- | --------- | --- |
| 2003 | Ned                   | Doctor    | junto a Felix Williamson, Abe Forsythe, Damon Herriman, Josef Ber, Drew Forsythe, Michala Banas & Ryan Johnson |
| 1993 | Body Melt             | Johnno    | junto a William McInnes, Ian Smith, Matthew Newton, Ben Geurens & Brett Climo                                  |
| 1990 | A Kink in the Picasso | Nick      | junto a Mike Bishop, Jane Clifton & Peter O'Brien                                                              |

- Series de Televisión.:

| Año  | Serie           | Personaje           | Notas        |
| ---- | --------------- | ------------------- | ------------ |
| 1993 | Round the Twist | Ghost Matthew       | 13 episodios |
| 1992 | Cluedo          | Profesor Peter Plum | 3 episodios  |

- Presentador & Narrador.:

| Año         | Programa                                                | Notas                                |
| ----------- | ------------------------------------------------------- | ------------------------------------ |
| 2011        | The One: The Search for Australia's Most Gifted Psychic | presentador                          |
| 2011        | The Celebrity Apprentice Australia                      | episodio "All Fired Up 3" - narrador |
| 2009        | The Apprentice Australia                                | 10 episodios - narrador              |
| 2009        | This Afternoon                                          | 12 episodios - presentador           |
| 2008        | Yum Cha                                                 | presentador                          |
| 2000        | Olympic Sunrise                                         | presentador - junto a Johanna Griggs |
| 1999        | All Star Squares                                        | panelista                            |
| 1999        | Kidspeak                                                | presentador                          |
| 1995 - 1996 | The World's Greatest Commercials                        | presentador                          |
| 1994        | The Great Outdoors                                      | panelista                            |
| 1994        | Lonely Planet                                           | 2 episodios - viajero                |

- Autor.:

| Año  | Novela         | Notas |
| ---- | -------------- | ----- |
| -    | Flushed        | autor |
| -    | Good Night Me  | autor |
| 2007 | Youse Two      | autor |
| -    | It's All Good  | autor |
| -    | Muffin Top     | autor |
| -    | Sprung Again   | autor |
| -    | You're Dropped | autor |
| -    | Dacked         | autor |

- Teatro.:

| Año | Obra          | Personaje |
| --- | ------------- | --------- |
| -   | Ladies' Night | Bailarín  |